# Khaled Khiari
Pour les articles homonymes, voir Khiari.
Khaled Khiari, né en 1960 à Hammam Lif, est un diplomate tunisien. Il est secrétaire général adjoint des Nations unies pour le Moyen-Orient, l'Asie et le Pacifique depuis 2019.

## Biographie

### Carrière de footballeur
Joueur de football, il évolue au Club sportif de Hammam Lif avec qui il remporte la coupe de Tunisie en 1985.

### Carrière diplomatique
Après avoir obtenu une maîtrise en gestion, spécialisée en marketing, de l'Institut supérieur de gestion de Tunis, il entame une carrière diplomatique en 1984, à la direction des pays du Maghreb du ministère tunisien des Affaires étrangères, avant d'être envoyé à la mission permanente de la Tunisie auprès des Nations unies à Genève en 1987.
Il alterne ensuite les postes en Tunisie et à l'étranger. Membre du cabinet du ministre des Affaires étrangères à partir de mars 1994, il rejoint la direction générale des organisations et des conférences internationales en octobre de la même année puis travaille à l'ambassade auprès de l'Union européenne de 1996 à 2002. Directeur adjoint des droits de l'homme au ministère des Affaires étrangères, il revient à la mission permanente auprès des Nations unies à Genève en 2003. Directeur adjoint d'Euromed au département Europe du ministère des Affaires étrangères de 2006 à 2009, il devient ensuite chargé de mission au ministère de la Jeunesse et des Sports puis directeur des droits de l'homme auprès de la direction générale des organisations et des conférences internationales à partir de septembre 2011.
Le 12 novembre 2013, il devient ambassadeur et représentant permanent de la Tunisie auprès des Nations unies. Durant son mandat, il préside les négociations intergouvernementales sur la réforme du Conseil de sécurité. Il est également élu vice-président du Conseil économique et social des Nations unies le 13 janvier 2015 puis président du conseil d'administration d'ONU Femmes le 13 janvier 2016.
Le 28 mai 2019, le secrétaire général des Nations unies, António Guterres, le nomme secrétaire général adjoint pour le Moyen-Orient, l'Asie et le Pacifique.

### Vie privée
Il est marié et père de deux enfants.